# Copa Libertadores 2015
De Copa Libertadores de América 2015 was de 56ste editie van de Copa Libertadores, een jaarlijks voetbaltoernooi voor clubs uit Latijns-Amerika, georganiseerd door CONMEBOL. Sinds 2014 is de officiële naam van het toernooi de  Copa Bridgestone Libertadores. San Lorenzo was de titelverdediger, maar werd uitgeschakeld in de groepsfase. Kampioen werd het Argentijnse River Plate, dat zich hierdoor voor het WK voor clubs 2015 en voor de Recopa Sudamericana 2016 plaatste. Voor de finale was River Plate al zeker van deelname aan het WK voor clubs en de Recopa, omdat hun tegenstander in de finale (Tigres UANL) een uitgenodigde Mexicaanse ploeg was. Volgens de reglementen konden deze zich niet plaatsen voor een van deze toernooien.

## Algemene info

### Deelnemers per land
In totaal namen 38 teams uit 11 landen (de tien leden van de Zuid-Amerikaanse voetbalbond plus Mexico) deel aan de Copa Libertadores.
Hieronder de verdeling van de plaatsen:
- Van Argentinië en Brazilië kwalificeerden zich vijf teams.
- Van de overige negen landen (Bolivia, Chili, Colombia, Ecuador, Mexico, Paraguay, Peru, Uruguay en Venezuela) kwalificeerden zich drie teams.
- De winnaar van de vorige editie, de titelverdediger, kwalificeerde zich automatisch voor de groepsfase van het toernooi. Indien zij zich al hadden geplaatst, schoof dit ticket door naar de beste ploeg uit het land van de titelverdediger, dat oorspronkelijk niet zou deelnemen.
- De winnaar van de Copa Sudamericana van vorig jaar kwalificeerde zich - indien ze zich niet al hadden geplaatst - voor de voorronde. Dit leverde hun land echter geen extra ticket op: mochten ze zich nog niet hebben geplaatst, dan ging dit ten koste van de vijfde (Argentinië en Brazilië) of derde deelnemer (overige landen) uit dat land.

### Data
De loting voor de voorronde en de groepsfase vond plaats in het CONMEBOL-hoofdkantoor in Luque, Paraguay.
Voor de knock-outfase werd niet geloot, omdat die wedstrijden werden bepaald aan de hand van het aantal punten in de groepsfase.
| Fase          | Ronde           | Datum loting    | Heenwedstrijd                    | Terugwedstrijd                   |
| ------------- | --------------- | --------------- | -------------------------------- | -------------------------------- |
| Voorronde     | Voorronde       | 2 december 2014 | 3-5 februari 2015                | 10-12 februari 2015              |
| Groepsfase    | Wedstrijddag 1  | 2 december 2014 | 17-19 en 24-25 februari 2015     | 17-19 en 24-25 februari 2015     |
| Groepsfase    | Wedstrijddag 2  | 2 december 2014 | 24-26 februari en 3-5 maart 2015 | 24-26 februari en 3-5 maart 2015 |
| Groepsfase    | Wedstrijddag 3  | 2 december 2014 | 4-5, 10-12 en 17-19 maart 2015   | 4-5, 10-12 en 17-19 maart 2015   |
| Groepsfase    | Wedstrijddag 4  | 2 december 2014 | 17-19 maart, 1 en 7-9 april 2015 | 17-19 maart, 1 en 7-9 april 2015 |
| Groepsfase    | Wedstrijddag 5  | 2 december 2014 | 7-9 en 14-16 april 2015          | 7-9 en 14-16 april 2015          |
| Groepsfase    | Wedstrijddag 6  | 2 december 2014 | 14-16 en 21-22 april 2015        | 14-16 en 21-22 april 2015        |
| Knock-outfase | Achtste finales | geen loting     | 28 april en 5-7 mei 2015         | 5 en 12-14 mei 2015              |
| Knock-outfase | Kwartfinales    | geen loting     | 19-21 mei 2015                   | 26-28 mei 2015                   |
| Knock-outfase | Halve finales   | geen loting     | 15 en 16 juli 2015               | 21 en 22 juli 2015               |
| Knock-outfase | Finale          | geen loting     | 29 juli 2015                     | 5 augustus 2015                  |

## Teams
Onderstaande tabel geeft alle deelnemers aan deze editie weer, toont in welke ronde de club van start ging en op welke manier ze zich hadden geplaatst.
| Hoofdtoernooi (26+6)                   | Hoofdtoernooi (26+6)                                | Hoofdtoernooi (26+6)                    | Hoofdtoernooi (26+6)            | Hoofdtoernooi (26+6) | Hoofdtoernooi (26+6) |
| -------------------------------------- | --------------------------------------------------- | --------------------------------------- | ------------------------------- | -------------------- | -------------------- |
| CA San Lorenzo (Argentinië 1)          | Titelverdediger                                     | Independiente Santa Fe (Colombia 2)     | Kampioen Finalización           |                      |                      |
| CA River Plate (Argentinië 2)          | Kampioen Final 2013/14 en winnaar Copa Sudamericana | CS Emelec (Ecuador 1)                   | Kampioen (winnaar Finale)       |                      |                      |
| Racing Club (Argentinië 3)             | Kampioen Transición 2014                            | Barcelona SC (Ecuador 2)                | Nummer 2 (verliezer Finale)     |                      |                      |
| CA Boca Juniors (Argentinië 4)         | Beste niet-kampioen                                 | Club Tigres UANL (Mexico 1)             | Nummer 2 Apertura-voorronde     |                      |                      |
| Cruzeiro EC (Brazilië 1)               | Kampioen                                            | Atlas FC (Mexico 2)                     | Nummer 3 Apertura-voorronde     |                      |                      |
| Clube Atlético Mineiro (Brazilië 2)    | Bekerwinnaar                                        | Club Libertad (Paraguay 1)              | Kampioen Apertura en Clausura   |                      |                      |
| São Paulo FC (Brazilië 3)              | Nummer 2                                            | Club Guaraní (Paraguay 2)               | Beste niet-kampioen             |                      |                      |
| SC Internacional (Brazilië 4)          | Nummer 3                                            | Club Sporting Cristal (Peru 1)          | Kampioen (winnaar Derde Fase)   |                      |                      |
| Club Universitario (Bolivia 1)         | Kampioen Clausura 2013/14                           | Club Juan Aurich (Peru 2)               | Nummer 2 (verliezer Derde Fase) |                      |                      |
| Club San José (Bolivia 2)              | Nummer 2 Clausura 2013/14                           | Danubio FC (Uruguay 1)                  | Kampioen (winnaar Campeonato)   |                      |                      |
| CSD Colo-Colo (Chili 1)                | Kampioen Clausura 2013/14                           | Montevideo Wanderers FC (Uruguay 2)     | Nummer 2 (verliezer Campeonato) |                      |                      |
| Club Universidad de Chile (Chili 2)    | Kampioen Apertura 2014/15                           | Zamora FC (Venezuela 1)                 | Kampioen (winnaar Finale)       |                      |                      |
| Club Atlético Nacional (Colombia 1)    | Kampioen Apertura                                   | AC Mineros (Venezuela 2)                | Nummer 2 (verliezer Finale)     |                      |                      |
| Voorronde (12)                         |                                                     |                                         |                                 |                      |                      |
| CA Huracán (Argentinië 5)              | Bekerwinnaar                                        | CSD Independiente del Valle (Ecuador 3) | Nummer 3                        |                      |                      |
| Estudiantes de La Plata (Argentinië 6) | Kwartfinale Copa Sudamericana                       | CA Monarcas Morelia (Mexico 3)          | Winnaar Supercup                |                      |                      |
| SC Corinthians Paulista (Brazilië 5)   | Nummer 4                                            | Club Cerro Porteño (Paraguay 3)         | Op een na beste niet-kampioen   |                      |                      |
| Club The Strongest (Bolivia 3)         | Nummer 3 Clausura 2013/14                           | Club Alianza Lima (Peru 3)              | Bekerwinnaar                    |                      |                      |
| CD Palestino (Chili 3)                 | Winnaar play-offs                                   | Club Nacional de Football (Uruguay 3)   | Beste niet-Campeonato-deelnemer |                      |                      |
| Once Caldas (Colombia 3)               | Beste niet-kampioen                                 | Deportivo Táchira FC (Venezuela 3)      | Beste niet-finalist             |                      |                      |

## Voorronde
In de eerste ronde speelden twaalf teams een thuis- en uitwedstrijd voor zes plaatsen in de tweede fase. De wedstrijden werden gespeeld op 3-5 februari (heen) en op 10-12 februari (terug).

#### Potindeling
De loting vond plaats op 2 december 2014. De twaalf teams werden in twee potten geplaatst, afhankelijk van de prestaties van het beste team uit het desbetreffende land in de vorige editie. In tegenstelling tot de verwachting kwam Once Caldas echter in Pot 1 en Corinthians in Pot 2. Een team uit Pot 1 werd geloot tegen een team uit Pot 2, waarbij het team uit Pot 1 de tweede wedstrijd thuis mocht spelen.
| Pot 1                     | Pot 1        |
| Team                      | Res. 2014    |
| ------------------------- | ------------ |
| CA Huracán                | Winnaar      |
| Estudiantes de La Plata   | Winnaar      |
| Club Cerro Porteño        | Finale       |
| Club The Strongest        | Halve finale |
| Club Nacional de Football | Halve finale |
| Once Caldas               | Kwartfinale  |

| Pot 2                   | Pot 2          |
| Team                    | Res. 2014      |
| ----------------------- | -------------- |
| SC Corinthians Paulista | Kwartfinale    |
| CA Monarcas Morelia     | Achtste finale |
| CD Palestino            | Achtste finale |
| Independiente del Valle | Groepsfase     |
| Deportivo Táchira FC    | Groepsfase     |
| Club Alianza Lima       | Groepsfase     |

### Wedstrijden
| Team 1                      | Tot.      | Team 2                       | 1e wedstr. | 2e wedstr. |
| --------------------------- | --------- | ---------------------------- | ---------- | ---------- |
| Club Alianza Lima           | 0 - 4     | CA Huracán                   | 0 - 4      | 0 - 0      |
| CA Monarcas Morelia         | 1 - 3     | Club The Strongest           | 1 - 1      | 0 - 2      |
| Deportivo Táchira FC        | 4 - 3     | Club Cerro Porteño           | 2 - 1      | 2 - 2      |
| SC Corinthians Paulista     | 5 - 1     | Once Caldas                  | 4 - 0      | 1 - 1      |
| CSD Independiente del Valle | 1 - 4     | Club Estudiantes de La Plata | 1 - 0      | 0 - 4      |
| CD Palestino                | 2 - 2 (u) | Club Nacional de Football    | 1 - 0      | 1 - 2      |

## Tweede ronde
In de tweede fase speelden de zes winnaars van de eerste ronde plus 26 direct geplaatste clubs in acht groepen van vier clubs een minicompetitie. De groepswinnaars en de nummers twee kwalificeerden zich voor de achtste finale. De wedstrijden werden tussen 18 februari en 22 april gespeeld. Indien meerdere clubs met een gelijk aantal punten eindigden, was het doelsaldo doorslaggevend. Was dat ook gelijk, dan werd er gekeken naar het aantal gemaakte doelpunten en vervolgens naar het aantal gemaakte uitdoelpunten. Indien er dan nog geen beslissing was, zou er worden geloot.

#### Potindeling
De loting vond direct na de loting voor de eerste ronde plaats. De 32 teams kwamen in vier potten terecht, die werden ingedeeld volgens een vast rotatieschema: de teams die zich kwalificeerden als nummer 1 (Bolivia 1, Chili 1, et cetera) en 2 van Argentinië en Brazilië, zaten in de oneven jaren in dezelfde pot als de nummers 1 van Colombia, Ecuador, Peru en Venezuela en in de even jaren in dezelfde pot als de nummers 1 van Bolivia, Chili, Paraguay en Uruguay. In de volgende pot zaten de overige rechtstreeks geplaatste teams uit dezelfde landen (de nummers 3 en 4 van Argentinië en Brazilië en de nummers 2 van de andere vier landen). In de derde pot zaten de nummers 1 en 2 van Bolivia, Chili, Paraguay en Uruguay (oneven jaren) of van Colombia, Ecuador, Peru en Venezuela (even jaren) en in de laatste pot zaten de nummers 1 en 2 van Mexico, plus de zes winnaars van de eerste ronde.
Rechtstreeks geplaatste teams uit hetzelfde land konden niet tegen elkaar loten, maar dit gold niet voor winnaars van de voorronde (hieronder cursief aangegeven), omdat de nationaliteit van deze teams op dat moment nog niet bekend was. Zo kon São Paulo (Pot 2) niet loten tegen Cruzeiro of Atlético Mineiro (Pot 1), maar wel tegen de winnaar van Once Caldas tegen Corinthians (Pot 4).
| Pot 1                  | Pot 1        |
| Team                   | Kwal.        |
| ---------------------- | ------------ |
| CA San Lorenzo         | Argentinië 1 |
| CA River Plate         | Argentinië 2 |
| Cruzeiro EC            | Brazilië 1   |
| Clube Atlético Mineiro | Brazilië 2   |
| Club Atlético Nacional | Colombia 1   |
| CS Emelec              | Ecuador 1    |
| Club Sporting Cristal  | Peru 1       |
| Zamora FC              | Venezuela 1  |

| Pot 2                  | Pot 2        |
| Team                   | Kwal.        |
| ---------------------- | ------------ |
| Racing Club            | Argentinië 3 |
| CA Boca Juniors        | Argentinië 4 |
| São Paulo FC           | Brazilië 3   |
| SC Internacional       | Brazilië 4   |
| Independiente Santa Fe | Colombia 2   |
| Barcelona SC           | Ecuador 2    |
| Club Juan Aurich       | Peru 2       |
| AC Mineros             | Venezuela 2  |

| Pot 3                     | Pot 3      |
| Team                      | Kwal.      |
| ------------------------- | ---------- |
| Club Universitario        | Bolivia 1  |
| Club San José             | Bolivia 2  |
| CSD Colo-Colo             | Chili 1    |
| Club Universidad de Chile | Chili 2    |
| Club Libertad             | Paraguay 1 |
| Club Guaraní              | Paraguay 2 |
| Danubio FC                | Uruguay 1  |
| Montevideo Wanderers FC   | Uruguay 2  |

| Pot 4                   | Pot 4        |
| Team                    | Kwal.        |
| ----------------------- | ------------ |
| Club Tigres UANL        | Mexico 1     |
| Atlas FC                | Mexico 2     |
| CA Huracán              | Argentinië 5 |
| Estudiantes de La Plata | Argentinië 6 |
| SC Corinthians Paulista | Brazilië 5   |
| Deportivo Táchira FC    | Venezuela 3  |
| Club The Strongest      | Bolivia 3    |
| CD Palestino            | Chili 3      |

### Groep 1
| Datum   | Team             | Score | Team             |
| ------- | ---------------- | ----- | ---------------- |
| 17 feb. | Atlas            | 0 - 1 | Santa Fe         |
| 18 feb. | Colo-Colo        | 2 - 0 | Atlético Mineiro |
| 25 feb. | Atlético Mineiro | 0 - 1 | Atlas            |
| 26 feb. | Santa Fe         | 3 - 1 | Colo-Colo        |
| 4 mrt.  | Colo-Colo        | 2 - 0 | Atlas            |
| 18 mrt. | Santa Fe         | 0 - 1 | Atlético Mineiro |
| 7 apr.  | Atlas            | 1 - 3 | Colo-Colo        |
| 9 apr.  | Atlético Mineiro | 2 - 0 | Santa Fe         |
| 15 apr. | Atlas            | 1 - 0 | Atlético Mineiro |
| 15 apr. | Colo-Colo        | 0 - 3 | Santa Fe         |
| 22 apr. | Atlético Mineiro | 2 - 0 | Colo-Colo        |
| 22 apr. | Santa Fe         | 3 - 1 | Atlas            |

| Nr. | Club                   | Wedstrijden | Wedstrijden | Wedstrijden | Wedstrijden | Doelpunten | Doelpunten | Doelpunten | Punten |
| --- | ---------------------- | ----------- | ----------- | ----------- | ----------- | ---------- | ---------- | ---------- | ------ |
| Nr. | Club                   | G           | W           | G           | V           | V          | T          | Saldo      | Punten |
| 1   | Ind. Santa Fe          | 6           | 4           | 0           | 2           | 10         | 5          | +5         | 12     |
| 2   | Clube Atlético Mineiro | 6           | 3           | 0           | 2           | 5          | 4          | +1         | 9      |
| 3   | CSD Colo-Colo          | 6           | 3           | 0           | 3           | 8          | 9          | –1         | 9      |
| 4   | Atlas FC               | 6           | 2           | 0           | 4           | 4          | 9          | –5         | 6      |

### Groep 2
| Datum   | Team        | Score | Team        |
| ------- | ----------- | ----- | ----------- |
| 18 feb. | Corinthians | 2 - 0 | São Paulo   |
| 19 feb. | Danubio     | 1 - 2 | San Lorenzo |
| 25 feb. | São Paulo   | 4 - 0 | Danubio     |
| 4 mrt.  | San Lorenzo | 0 - 1 | Corinthians |
| 17 mrt. | Danubio     | 1 - 2 | Corinthians |
| 18 mrt. | São Paulo   | 1 - 0 | San Lorenzo |
| 1 apr.  | San Lorenzo | 1 - 0 | São Paulo   |
| 1 apr.  | Corinthians | 4 - 0 | Danubio     |
| 15 apr. | Danubio     | 1 - 2 | São Paulo   |
| 16 apr. | Corinthians | 0 - 0 | San Lorenzo |
| 22 apr. | San Lorenzo | 0 - 1 | Danubio     |
| 22 apr. | São Paulo   | 2 - 0 | Corinthians |

| Nr. | Club           | Wedstrijden | Wedstrijden | Wedstrijden | Wedstrijden | Doelpunten | Doelpunten | Doelpunten | Punten |
| --- | -------------- | ----------- | ----------- | ----------- | ----------- | ---------- | ---------- | ---------- | ------ |
| Nr. | Club           | G           | W           | G           | V           | V          | T          | Saldo      | Punten |
| 1   | SC Corinthians | 6           | 4           | 1           | 1           | 9          | 3          | +6         | 13     |
| 2   | São Paulo FC   | 6           | 4           | 0           | 2           | 9          | 4          | +5         | 12     |
| 3   | CA San Lorenzo | 6           | 2           | 1           | 3           | 2          | 4          | –2         | 7      |
| 4   | Danubio FC     | 6           | 1           | 0           | 5           | 4          | 14         | –10        | 3      |

### Groep 3
| Datum   | Team          | Score | Team          |
| ------- | ------------- | ----- | ------------- |
| 24 feb. | Huracán       | 2 - 2 | Mineros       |
| 25 feb. | Universitario | 0 - 0 | Cruzeiro      |
| 3 mrt.  | Mineros       | 0 - 1 | Universitario |
| 3 mrt.  | Cruzeiro      | 0 - 0 | Huracán       |
| 10 mrt. | Universitario | 0 - 0 | Huracán       |
| 19 mrt. | Mineros       | 0 - 2 | Cruzeiro      |
| 8 apr.  | Huracán       | 1 - 1 | Universitario |
| 8 apr.  | Cruzeiro      | 3 - 0 | Mineros       |
| 14 apr. | Huracán       | 3 - 1 | Cruzeiro      |
| 14 apr. | Universitario | 2 - 0 | Mineros       |
| 21 apr. | Cruzeiro      | 2 - 0 | Universitario |
| 21 apr. | Mineros       | 3 - 0 | Huracán       |

| Nr. | Club               | Wedstrijden | Wedstrijden | Wedstrijden | Wedstrijden | Doelpunten | Doelpunten | Doelpunten | Punten |
| --- | ------------------ | ----------- | ----------- | ----------- | ----------- | ---------- | ---------- | ---------- | ------ |
| Nr. | Club               | G           | W           | G           | V           | V          | T          | Saldo      | Punten |
| 1   | Cruzeiro EC        | 6           | 3           | 2           | 1           | 8          | 3          | +5         | 11     |
| 2   | Club Universitario | 6           | 2           | 3           | 1           | 4          | 3          | +1         | 9      |
| 3   | CA Huracán         | 6           | 1           | 4           | 1           | 6          | 7          | –1         | 7      |
| 4   | AC Mineros         | 6           | 1           | 1           | 4           | 5          | 10         | –5         | 4      |

### Groep 4
| Datum   | Team          | Score | Team          |
| ------- | ------------- | ----- | ------------- |
| 17 feb. | Universidad   | 0 - 1 | Emelec        |
| 17 feb. | The Strongest | 3 - 1 | Internacional |
| 24 feb. | Emelec        | 3 - 0 | The Strongest |
| 26 feb. | Internacional | 3 - 1 | Universidad   |
| 4 mrt.  | Internacional | 3 - 2 | Emelec        |
| 5 mrt.  | Universidad   | 3 - 1 | The Strongest |
| 17 mrt. | The Strongest | 5 - 3 | Universidad   |
| 18 mrt. | Emelec        | 1 - 1 | Internacional |
| 14 apr. | The Strongest | 1 - 0 | Emelec        |
| 16 apr. | Universidad   | 0 - 4 | Internacional |
| 22 apr. | Emelec        | 2 - 0 | Universidad   |
| 22 apr. | Internacional | 1 - 0 | The Strongest |

| Nr. | Club                 | Wedstrijden | Wedstrijden | Wedstrijden | Wedstrijden | Doelpunten | Doelpunten | Doelpunten | Punten |
| --- | -------------------- | ----------- | ----------- | ----------- | ----------- | ---------- | ---------- | ---------- | ------ |
| Nr. | Club                 | G           | W           | G           | V           | V          | T          | Saldo      | Punten |
| 1   | SC Internacional     | 6           | 4           | 1           | 1           | 13         | 7          | +6         | 13     |
| 2   | CS Emelec            | 6           | 3           | 1           | 2           | 9          | 5          | +4         | 10     |
| 3   | Club The Strongest   | 6           | 3           | 0           | 3           | 10         | 11         | –1         | 9      |
| 4   | Universidad de Chile | 5           | 1           | 0           | 5           | 7          | 16         | –9         | 3      |

### Groep 5
| Datum   | Team                 | Score | Team                 |
| ------- | -------------------- | ----- | -------------------- |
| 17 feb. | Montevideo Wanderers | 3 - 2 | Zamora               |
| 18 feb. | Palestino            | 0 - 2 | Boca Juniors         |
| 26 feb. | Boca Juniors         | 2 - 1 | Montevideo Wanderers |
| 26 feb. | Zamora               | 0 - 1 | Palestino            |
| 10 mrt. | Montevideo Wanderers | 1 - 0 | Palestino            |
| 11 mrt. | Boca Juniors         | 5 - 0 | Zamora               |
| 17 mrt. | Zamora               | 1 - 5 | Boca Juniors         |
| 19 mrt. | Palestino            | 1 - 1 | Montevideo Wanderers |
| 7 apr.  | Palestino            | 4 - 0 | Zamora               |
| 9 apr.  | Montevideo Wanderers | 0 - 3 | Boca Juniors         |
| 16 apr. | Zamora               | 0 - 3 | Montevideo Wanderers |
| 16 apr. | Boca Juniors         | 2 - 0 | Palestino            |

| Nr. | Club            | Wedstrijden | Wedstrijden | Wedstrijden | Wedstrijden | Doelpunten | Doelpunten | Doelpunten | Punten |
| --- | --------------- | ----------- | ----------- | ----------- | ----------- | ---------- | ---------- | ---------- | ------ |
| Nr. | Club            | G           | W           | G           | V           | V          | T          | Saldo      | Punten |
| 1   | CA Boca Juniors | 6           | 6           | 0           | 0           | 19         | 2          | +17        | 18     |
| 2   | M. Wanderers FC | 6           | 3           | 1           | 2           | 9          | 8          | +1         | 10     |
| 3   | CD Palestino    | 6           | 2           | 1           | 3           | 6          | 6          | 0          | 7      |
| 4   | Zamora FC       | 6           | 0           | 0           | 6           | 3          | 21         | –18        | 0      |

### Groep 6
| Datum   | Team        | Score | Team        |
| ------- | ----------- | ----- | ----------- |
| 18 feb. | Tigres UANL | 3 - 0 | Juan Aurich |
| 19 feb. | San José    | 2 - 0 | River Plate |
| 5 mrt.  | River Plate | 1 - 1 | Tigres UANL |
| 5 mrt.  | Juan Aurich | 2 - 0 | San José    |
| 11 mrt. | San José    | 0 - 1 | Tigres UANL |
| 12 mrt. | Juan Aurich | 1 - 1 | River Plate |
| 17 mrt. | Tigres UANL | 4 - 0 | San José    |
| 19 mrt. | River Plate | 1 - 1 | Juan Aurich |
| 7 apr.  | San José    | 1 - 1 | Juan Aurich |
| 8 apr.  | Tigres UANL | 2 - 2 | River Plate |
| 15 apr. | River Plate | 3 - 0 | San José    |
| 15 apr. | Juan Aurich | 4 - 5 | Tigres UANL |

| Nr. | Club             | Wedstrijden | Wedstrijden | Wedstrijden | Wedstrijden | Doelpunten | Doelpunten | Doelpunten | Punten |
| --- | ---------------- | ----------- | ----------- | ----------- | ----------- | ---------- | ---------- | ---------- | ------ |
| Nr. | Club             | G           | W           | G           | V           | V          | T          | Saldo      | Punten |
| 1   | Club Tigres UANL | 6           | 4           | 2           | 0           | 16         | 7          | +9         | 14     |
| 2   | CA River Plate   | 6           | 1           | 4           | 1           | 8          | 7          | +1         | 7      |
| 3   | Club Juan Aurich | 6           | 1           | 3           | 2           | 9          | 11         | –2         | 6      |
| 4   | Club San José    | 6           | 1           | 1           | 4           | 3          | 11         | –8         | 4      |

### Groep 7
| Datum   | Team              | Score | Team              |
| ------- | ----------------- | ----- | ----------------- |
| 19 feb. | Libertad          | 2 - 2 | Atlético Nacional |
| 25 feb. | Estudiantes       | 3 - 0 | Barcelona         |
| 3 mrt.  | Barcelona         | 0 - 1 | Libertad          |
| 5 mrt.  | Atlético Nacional | 1 - 1 | Estudiantes       |
| 11 mrt. | Barcelona         | 1 - 2 | Atlético Nacional |
| 12 mrt. | Libertad          | 1 - 0 | Estudiantes       |
| 18 mrt. | Estudiantes       | 1 - 0 | Libertad          |
| 19 mrt. | Atlético Nacional | 2 - 3 | Barcelona         |
| 9 apr.  | Estudiantes       | 0 - 1 | Atlético Nacional |
| 9 apr.  | Libertad          | 1 - 1 | Barcelona         |
| 21 apr. | Atlético Nacional | 4 - 0 | Libertad          |
| 21 apr. | Barcelona         | 0 - 2 | Estudiantes       |

| Nr. | Club                   | Wedstrijden | Wedstrijden | Wedstrijden | Wedstrijden | Doelpunten | Doelpunten | Doelpunten | Punten |
| --- | ---------------------- | ----------- | ----------- | ----------- | ----------- | ---------- | ---------- | ---------- | ------ |
| Nr. | Club                   | G           | W           | G           | V           | V          | T          | Saldo      | Punten |
| 1   | Club Atlético Nacional | 6           | 3           | 2           | 1           | 12         | 7          | +5         | 11     |
| 2   | Estudiantes de L.P.    | 6           | 3           | 1           | 2           | 7          | 3          | +4         | 10     |
| 3   | Club Libertad          | 6           | 2           | 2           | 2           | 5          | 8          | –3         | 8      |
| 4   | Barcelona SC           | 6           | 1           | 1           | 4           | 5          | 11         | –6         | 4      |

### Groep 8
| Datum   | Team              | Score | Team              |
| ------- | ----------------- | ----- | ----------------- |
| 17 feb. | Deportivo Táchira | 0 - 5 | Racing Club       |
| 18 feb. | Guaraní           | 2 - 2 | Sporting Cristal  |
| 24 feb. | Racing Club       | 4 - 1 | Guaraní           |
| 24 feb. | Sporting Cristal  | 1 - 1 | Deportivo Táchira |
| 10 mrt. | Racing Club       | 1 - 2 | Sporting Cristal  |
| 10 mrt. | Guaraní           | 5 - 2 | Deportivo Táchira |
| 17 mrt. | Sporting Cristal  | 0 - 2 | Racing Club       |
| 18 mrt. | Deportivo Táchira | 1 - 1 | Guaraní           |
| 7 apr.  | Guaraní           | 2 - 0 | Racing Club       |
| 8 apr.  | Deportivo Táchira | 0 - 0 | Sporting Cristal  |
| 14 apr. | Sporting Cristal  | 1 - 1 | Guaraní           |
| 14 apr. | Racing Club       | 3 - 2 | Deportivo Táchira |

| Nr. | Club                  | Wedstrijden | Wedstrijden | Wedstrijden | Wedstrijden | Doelpunten | Doelpunten | Doelpunten | Punten |
| --- | --------------------- | ----------- | ----------- | ----------- | ----------- | ---------- | ---------- | ---------- | ------ |
| Nr. | Club                  | G           | W           | G           | V           | V          | T          | Saldo      | Punten |
| 1   | Racing Club           | 6           | 4           | 0           | 2           | 15         | 7          | +8         | 12     |
| 2   | Club Guaraní          | 6           | 2           | 3           | 1           | 12         | 10         | +2         | 9      |
| 3   | Club Sporting Cristal | 6           | 1           | 4           | 1           | 6          | 7          | –1         | 7      |
| 4   | Deportivo Táchira     | 6           | 0           | 3           | 3           | 6          | 15         | –9         | 3      |

## Knock-outfase
De zestien geplaatste ploegen kregen een nummer toegewezen, op basis van hun prestaties uit de groepsfase. De groepswinnaars kregen de nummers 1-8 en de nummers twee kregen de nummers 9-16. Het exacte nummer werd vervolgens bepaald aan de hand van het aantal behaalde punten. Mocht dat gelijk zijn, dan werd er vervolgens gekeken naar doelsaldo, gemaakte doelpunten en ten slotte gemaakte uitdoelpunten. Als er dan nog ploegen gelijk stonden, dan werd er geloot.
In de achtste finales werd het team met het laagste nummer gekoppeld aan dat met het hoogste nummer (dus nummer 1 tegen 16, nummer 2 tegen 15, et cetera). Hierdoor kon het voorkomen dat teams uit hetzelfde land, of teams die bij elkaar in de groep zaten, tegen elkaar moesten spelen, iets wat in de UEFA Champions League in deze fase nog niet toegestaan is.
Het schema was zo gemaakt, dat als de groepswinnaars allemaal zouden winnen, dat dan in de kwartfinales wederom het team met het laagste nummer tegen het team met het hoogste nummer speelde (dus de winnaar van 1 tegen 16 speelde tegen de winnaar van 8 tegen 9, et cetera). Hetzelfde gold voor de halve finales (dus de winnaar van 1/16 tegen 8/9 speelde tegen de winnaar van 4/13 tegen 5/12 en de winnaar van 2/15 tegen 7/10 speelde tegen de winnaar van 3/14 tegen 6/11). Echter, als er twee ploegen uit hetzelfde land de halve finales bereikten, dan moesten ze sowieso tegen elkaar, ongeacht hun nummer.
In elke ronde speelde het team met het hogere nummer in de eerste wedstrijd thuis en het team met het lagere nummer in de tweede wedstrijd thuis. De enige uitzondering was eventueel de finale: volgens de regels moest de tweede wedstrijd van de finale in Zuid-Amerika worden gespeeld, dus als er een Mexicaanse ploeg de finale haalde, dan speelt die sowieso de eerste wedstrijd thuis, ongeacht hun nummer.
De winnaar van elke wedstrijd was in theorie de ploeg met de meeste wedstrijdpunten (3 voor winst, 1 voor een gelijkspel, 0 voor verlies). Bij gelijke stand werd er gekeken naar het doelsaldo. In de praktijk kwam dit erop neer dat de ploeg met de meeste gescoorde doelpunten over twee wedstrijden doorging naar de volgende ronde. Bij gelijke stand werd er gekeken naar de ploeg die het meeste uitdoelpunten heeft gemaakt. Was ook dat gelijk, dan werden er strafschoppen genomen (er werd niet verlengd). De enige uitzondering op deze regels was wederom de finale: was daar de stand over twee wedstrijden gelijk, dan werd er niet gekeken naar het aantal uitdoelpunten, maar werd er nu wel een verlenging gespeeld. Stpnd het daarna nog gelijk, dan moesten strafschoppen beslissen over de titel.
Plaatsingslijst
| Nr.                         | Team                        | Sp.                         | W                           | G                           | V                           | DV                          | DT                          | DS                          | Pnt.                        |
| Groepswinnaars (nummer 1–8) | Groepswinnaars (nummer 1–8) | Groepswinnaars (nummer 1–8) | Groepswinnaars (nummer 1–8) | Groepswinnaars (nummer 1–8) | Groepswinnaars (nummer 1–8) | Groepswinnaars (nummer 1–8) | Groepswinnaars (nummer 1–8) | Groepswinnaars (nummer 1–8) | Groepswinnaars (nummer 1–8) |
| --------------------------- | --------------------------- | --------------------------- | --------------------------- | --------------------------- | --------------------------- | --------------------------- | --------------------------- | --------------------------- | --------------------------- |
| 1                           | CA Boca Juniors (G5)        | 6                           | 6                           | 0                           | 0                           | 19                          | 2                           | +17                         | 18                          |
| 2                           | Club Tigres UANL (G6)       | 6                           | 4                           | 2                           | 0                           | 16                          | 7                           | +9                          | 14                          |
| 3                           | SC Internacional (G4)       | 6                           | 4                           | 1                           | 1                           | 13                          | 7                           | +6                          | 13                          |
| 4                           | SC Corinthians (G2)         | 6                           | 4                           | 1                           | 1                           | 9                           | 3                           | +6                          | 13                          |
| 5                           | Racing Club (G8)            | 6                           | 4                           | 0                           | 2                           | 15                          | 7                           | +8                          | 12                          |
| 6                           | Ind. Santa Fe (G1)          | 6                           | 4                           | 0                           | 2                           | 10                          | 5                           | +5                          | 12                          |
| 7                           | Club Atlético Nacional (G7) | 6                           | 3                           | 2                           | 1                           | 12                          | 7                           | +5                          | 11                          |
| 8                           | Cruzeiro EC (G3)            | 6                           | 3                           | 2                           | 1                           | 8                           | 3                           | +5                          | 11                          |
| Nummers 2 (nummer 9–16)     |                             |                             |                             |                             |                             |                             |                             |                             |                             |
| 9                           | São Paulo FC (G2)           | 6                           | 4                           | 0                           | 2                           | 9                           | 4                           | +5                          | 12                          |
| 10                          | CS Emelec (G4)              | 6                           | 3                           | 1                           | 2                           | 9                           | 5                           | +4                          | 10                          |
| 11                          | Estudiantes de L.P. (G7)    | 6                           | 3                           | 1                           | 2                           | 7                           | 3                           | +4                          | 10                          |
| 12                          | M. Wanderers FC (G5)        | 6                           | 3                           | 1                           | 2                           | 9                           | 8                           | +1                          | 10                          |
| 13                          | Club Guaraní (G8)           | 6                           | 2                           | 3                           | 1                           | 12                          | 10                          | +2                          | 9                           |
| 14                          | Clube Atlético Mineiro (G1) | 6                           | 3                           | 0                           | 2                           | 5                           | 4                           | +1                          | 9                           |
| 15                          | Club Universitario (G3)     | 6                           | 2                           | 3                           | 1                           | 4                           | 3                           | +1                          | 9                           |
| 16                          | CA River Plate (G6)         | 6                           | 1                           | 4                           | 1                           | 8                           | 7                           | +1                          | 7                           |

### Wedstrijdschema
|  | Achtste finales    | Achtste finales | Achtste finales | Achtste finales |   |             | Kwartfinales | Kwartfinales | Kwartfinales | Kwartfinales |  |               | Halve finales | Halve finales | Halve finales | Halve finales |             |   | Finale | Finale | Finale | Finale |
|  |                    |                 |                 |                 |   |             |              |              |              |              |  |               |               |               |               |               |             |   |        |        |        |        |
|  | Estudiantes        | 2               | 0               | 2               |   |             |              |              |              |              |  |               |               |               |               |               |             |   |        |        |        |        |
|  | Santa Fe           | 1               | 2               | 3               |   |             |              |              |              |              |  |               |               |               |               |               |             |   |        |        |        |        |
|  | Santa Fe           | 1               | 2               | 3               |   | Santa Fe    | 1            | 0            | 1            |              |  |               |               |               |               |               |             |   |        |        |        |        |
|  |                    |                 |                 |                 |   | Santa Fe    | 1            | 0            | 1            |              |  |               |               |               |               |               |             |   |        |        |        |        |
|  |                    | Internacional   | 0               | 2               | 2 |             |              |              |              |              |  |               |               |               |               |               |             |   |        |        |        |        |
|  | Atlético Mineiro   | Internacional   | 0               | 2               | 2 | 2           | 1            | 3            |              |              |  |               |               |               |               |               |             |   |        |        |        |        |
|  | Atlético Mineiro   |                 |                 |                 |   | 2           | 1            | 3            |              |              |  |               |               |               |               |               |             |   |        |        |        |        |
|  | Internacional      | 2               | 3               | 5               |   |             |              |              |              |              |  |               |               |               |               |               |             |   |        |        |        |        |
|  | Internacional      | 2               | 3               | 5               |   |             |              |              |              |              |  | Internacional | 2             | 1             | 3             |               |             |   |        |        |        |        |
|  |                    |                 |                 |                 |   |             |              |              |              |              |  | Internacional | 2             | 1             | 3             |               |             |   |        |        |        |        |
|  |                    | Tigres UANL     | 1               | 3               | 4 |             |              |              |              |              |  |               |               |               |               |               |             |   |        |        |        |        |
|  | Emelec             | Tigres UANL     | 1               | 3               | 4 | 2           | 0            | 2            |              |              |  |               |               |               |               |               |             |   |        |        |        |        |
|  | Emelec             |                 |                 |                 |   | 2           | 0            | 2            |              |              |  |               |               |               |               |               |             |   |        |        |        |        |
|  | Atlético Nacional  | 0               | 1               | 1               |   |             |              |              |              |              |  |               |               |               |               |               |             |   |        |        |        |        |
|  | Atlético Nacional  | 0               | 1               | 1               |   | Emelec      | 1            | 0            | 1            |              |  |               |               |               |               |               |             |   |        |        |        |        |
|  |                    |                 |                 |                 |   | Emelec      | 1            | 0            | 1            |              |  |               |               |               |               |               |             |   |        |        |        |        |
|  |                    | Tigres UANL     | 0               | 2               | 2 |             |              |              |              |              |  |               |               |               |               |               |             |   |        |        |        |        |
|  | Universitario      | Tigres UANL     | 0               | 2               | 2 | 1           | 1            | 2            |              |              |  |               |               |               |               |               |             |   |        |        |        |        |
|  | Universitario      |                 |                 |                 |   | 1           | 1            | 2            |              |              |  |               |               |               |               |               |             |   |        |        |        |        |
|  | Tigres UANL        | 2               | 1               | 3               |   |             |              |              |              |              |  |               |               |               |               |               |             |   |        |        |        |        |
|  | Tigres UANL        | 2               | 1               | 3               |   |             |              |              |              |              |  |               |               |               |               |               | Tigres UANL | 0 | 0      | 0      |        |        |
|  |                    |                 |                 |                 |   |             |              |              |              |              |  |               |               |               |               |               |             | 0 | 0      | 0      |        |        |
|  |                    | River Plate     | 0               | 3               | 3 |             |              |              |              |              |  |               |               |               |               |               |             |   |        |        |        |        |
|  | River Plate        | River Plate     | 0               | 3               | 3 | 1           | 0            | 1            |              |              |  |               |               |               |               |               |             |   |        |        |        |        |
|  | River Plate        |                 |                 |                 |   | 1           | 0            | 1            |              |              |  |               |               |               |               |               |             |   |        |        |        |        |
|  | Boca Juniors (DSQ) | 0               | 0               | 0               |   |             |              |              |              |              |  |               |               |               |               |               |             |   |        |        |        |        |
|  | Boca Juniors (DSQ) | 0               | 0               | 0               |   | River Plate | 0            | 3            | 3            |              |  |               |               |               |               |               |             |   |        |        |        |        |
|  |                    |                 |                 |                 |   | River Plate | 0            | 3            | 3            |              |  |               |               |               |               |               |             |   |        |        |        |        |
|  |                    | Cruzeiro        | 1               | 0               | 1 |             |              |              |              |              |  |               |               |               |               |               |             |   |        |        |        |        |
|  | São Paulo          | Cruzeiro        | 1               | 0               | 1 | 1           | 0            | 1 (3)        |              |              |  |               |               |               |               |               |             |   |        |        |        |        |
|  | São Paulo          |                 |                 |                 |   | 1           | 0            | 1 (3)        |              |              |  |               |               |               |               |               |             |   |        |        |        |        |
|  | Cruzeiro (n.s.)    | 0               | 1               | 1 (4)           |   |             |              |              |              |              |  |               |               |               |               |               |             |   |        |        |        |        |
|  | Cruzeiro (n.s.)    | 0               | 1               | 1 (4)           |   |             |              |              |              |              |  | River Plate   | 2             | 1             | 3             |               |             |   |        |        |        |        |
|  |                    |                 |                 |                 |   |             |              |              |              |              |  | River Plate   | 2             | 1             | 3             |               |             |   |        |        |        |        |
|  |                    | Guaraní         | 0               | 1               | 1 |             |              |              |              |              |  |               |               |               |               |               |             |   |        |        |        |        |
|  | Guaraní            | Guaraní         | 0               | 1               | 1 | 2           | 1            | 3            |              |              |  |               |               |               |               |               |             |   |        |        |        |        |
|  | Guaraní            |                 |                 |                 |   | 2           | 1            | 3            |              |              |  |               |               |               |               |               |             |   |        |        |        |        |
|  | Corinthians        | 0               | 0               | 0               |   |             |              |              |              |              |  |               |               |               |               |               |             |   |        |        |        |        |
|  | Corinthians        | 0               | 0               | 0               |   | Guaraní     | 1            | 0            | 1            |              |  |               |               |               |               |               |             |   |        |        |        |        |
|  |                    |                 |                 |                 |   | Guaraní     | 1            | 0            | 1            |              |  |               |               |               |               |               |             |   |        |        |        |        |
|  |                    | Racing Club     | 0               | 0               | 0 |             |              |              |              |              |  |               |               |               |               |               |             |   |        |        |        |        |
|  | Montev. Wanderers  | Racing Club     | 0               | 0               | 0 | 1           | 1            | 2            |              |              |  |               |               |               |               |               |             |   |        |        |        |        |
|  | Montev. Wanderers  |                 |                 |                 |   | 1           | 1            | 2            |              |              |  |               |               |               |               |               |             |   |        |        |        |        |
|  | Racing Club        | 1               | 2               | 3               |   |             |              |              |              |              |  |               |               |               |               |               |             |   |        |        |        |        |

### Achtste finales
De wedstrijden werden gespeeld op 28 april en 5-7 mei (heen) en op 5 en 12-14 mei (terug).
| Team 1                            | Tot.               | Team 2                      | 1e wedstr. | 2e wedstr.    |
| --------------------------------- | ------------------ | --------------------------- | ---------- | ------------- |
| (16) CA River Plate               | 1 - 0              | CA Boca Juniors (1)         | 1 - 0      | 0 - 0 (gest.) |
| (15) Club Universitario           | 2 - 3              | Club Tigres UANL (2)        | 1 - 2      | 1 - 1         |
| (14) Clube Atlético Mineiro       | 3 - 5              | SC Internacional (3)        | 2 - 2      | 1 - 3         |
| (13) Club Guaraní                 | 3 - 0              | SC Corinthians Paulista (4) | 2 - 0      | 1 - 0         |
| (12) Montevideo Wanderers FC      | 2 - 3              | Racing Club (5)             | 1 - 1      | 1 - 2         |
| (11) Club Estudiantes de La Plata | 2 - 3              | Independiente Santa Fe (6)  | 2 - 1      | 0 - 2         |
| (10) CS Emelec                    | 2 - 1              | Club Atlético Nacional (7)  | 2 - 0      | 0 - 1         |
| (9) São Paulo FC                  | 1 - 1 (3 - 4 n.s.) | Cruzeiro EC (8)             | 1 - 0      | 0 - 1         |

De wedstrijd tussen Boca Juniors en River Plate werd na de rust gestaakt, nadat een supporter van Boca Juniors pepperspray in de ogen van enkele spelers van River Plate had gespoten. De Zuid-Amerikaanse voetbalbond besloot daarop om Boca Juniors uit het toernooi te zetten.
|                                 |                    |                                        |                         |                                                                                                   |
| 28 april 2015 20:30 uur (UTC−4) | Club Universitario | 1 – 2                                  | Club Tigres UANL        | Estadio Olímpico Patria, Sucre Toeschouwers: 16.000 Scheidsrechter: Patricio Loustau (Argentinië) |
| 28 april 2015 20:30 uur (UTC−4) | González 1'        | Verslag (Conmebol) Verslag (Soccerway) | 54' Esqueda 62' Álvarez | Estadio Olímpico Patria, Sucre Toeschouwers: 16.000 Scheidsrechter: Patricio Loustau (Argentinië) |

|                              |                              |                                        |                        | |
| 5 mei 2015 20:45 uur (UTC−3) | Club Estudiantes de La Plata | 2 – 1                                  | Independiente Santa Fe | Estadio Ciudad de La Plata, La Plata Toeschouwers: 25.000 Scheidsrechter: Antonio Arias (Paraguay) |
| 5 mei 2015 20:45 uur (UTC−3) | Auzqui 20' Carrillo 29'      | Verslag (Conmebol) Verslag (Soccerway) | 80' Morelo             | Estadio Ciudad de La Plata, La Plata Toeschouwers: 25.000 Scheidsrechter: Antonio Arias (Paraguay) |

|                              |                            |                                        |                         | |
| 6 mei 2015 19:45 uur (UTC−4) | Club Guaraní               | 2 – 0                                  | SC Corinthians Paulista | Estadio Defensores del Chaco, Asunción Toeschouwers: 8.725 Scheidsrechter: Daniel Fedorczuk (Uruguay) |
| 6 mei 2015 19:45 uur (UTC−4) | Santander 59' Contrera 81' | Verslag (Conmebol) Verslag (Soccerway) |                         | Estadio Defensores del Chaco, Asunción Toeschouwers: 8.725 Scheidsrechter: Daniel Fedorczuk (Uruguay) |

|                              |               |                                        |             | |
| 6 mei 2015 22:00 uur (UTC−3) | São Paulo FC  | 1 – 0                                  | Cruzeiro EC | Estádio Cícero Pompeu de Toledo, São Paulo Toeschouwers: 66.369 Scheidsrechter: Carlos Amarilla (Paraguay) |
| 6 mei 2015 22:00 uur (UTC−3) | Centurión 82' | Verslag (Conmebol) Verslag (Soccerway) |             | Estádio Cícero Pompeu de Toledo, São Paulo Toeschouwers: 66.369 Scheidsrechter: Carlos Amarilla (Paraguay) |

|                              |                                         |                                        |                          | |
| 6 mei 2015 22:00 uur (UTC−3) | Clube Atlético Mineiro                  | 2 – 2                                  | SC Internacional         | Estádio Raimundo Sampaio, Belo Horizonte Toeschouwers: 19.553 Scheidsrechter: Wilmar Roldán (Colombia) |
| 6 mei 2015 22:00 uur (UTC−3) | Douglas Santos 14' Leonardo Silva 90+4' | Verslag (Conmebol) Verslag (Soccerway) | 2' Lisandro 60' Valdívia | Estádio Raimundo Sampaio, Belo Horizonte Toeschouwers: 19.553 Scheidsrechter: Wilmar Roldán (Colombia) |

|                              |                         |                                        |               | |
| 7 mei 2015 18:45 uur (UTC−3) | Montevideo Wanderers FC | 1 – 1                                  | Racing Club   | Estadio Gran Parque Central, Montevideo Toeschouwers: 15.000 Scheidsrechter: Péricles Cortez (Brazilië) |
| 7 mei 2015 18:45 uur (UTC−3) | Santos 54'              | Verslag (Conmebol) Verslag (Soccerway) | 86' Fernández | Estadio Gran Parque Central, Montevideo Toeschouwers: 15.000 Scheidsrechter: Péricles Cortez (Brazilië) |

|                              |                    |                                        |                 | |
| 7 mei 2015 21:00 uur (UTC−3) | CA River Plate     | 1 – 0                                  | CA Boca Juniors | Estadio Monumental Antonio Vespucio Liberti, Buenos Aires Toeschouwers: 62.000 Scheidsrechter: Germán Delfino (Argentinië) |
| 7 mei 2015 21:00 uur (UTC−3) | Sánchez 81' (pen.) | Verslag (Conmebol) Verslag (Soccerway) |                 | Estadio Monumental Antonio Vespucio Liberti, Buenos Aires Toeschouwers: 62.000 Scheidsrechter: Germán Delfino (Argentinië) |

|                              |                         |                                        |                        |                                                                                              |
| 7 mei 2015 21:15 uur (UTC−5) | CS Emelec               | 2 – 0                                  | Club Atlético Nacional | Estadio Jocay, Manta Toeschouwers: 15.000 Scheidsrechter: Ricardo Marques Ribeiro (Brazilië) |
| 7 mei 2015 21:15 uur (UTC−5) | Herrera 40' Bolaños 73' | Verslag (Conmebol) Verslag (Soccerway) |                        | Estadio Jocay, Manta Toeschouwers: 15.000 Scheidsrechter: Ricardo Marques Ribeiro (Brazilië) |

|                              |                         |                                        |                    |                                                                                        |
| 5 mei 2015 21:00 uur (UTC−5) | Club Tigres UANL        | 1 – 1                                  | Club Universitario | Estadio Universitario, San Nicolás de los Garza Scheidsrechter: Julio Bascuñán (Chili) |
| 5 mei 2015 21:00 uur (UTC−5) | Rafael Sóbis 75' (pen.) | Verslag (Conmebol) Verslag (Soccerway) | 1' Cuesta          | Estadio Universitario, San Nicolás de los Garza Scheidsrechter: Julio Bascuñán (Chili) |

|                               |                        |                                        |                              |                                                                       |
| 12 mei 2015 19:30 uur (UTC−5) | Independiente Santa Fe | 2 – 0                                  | Club Estudiantes de La Plata | Estadio Nemesio Camacho, Bogotá Scheidsrechter: Carlos Vera (Ecuador) |
| 12 mei 2015 19:30 uur (UTC−5) | Meza 33' Rivera 79'    | Verslag (Conmebol) Verslag (Soccerway) |                              | Estadio Nemesio Camacho, Bogotá Scheidsrechter: Carlos Vera (Ecuador) |

|                               |                                                                |                                        |                                                       | |
| 13 mei 2015 19:30 uur (UTC−3) | Cruzeiro EC                                                    | 1 – 0                                  | São Paulo FC                                          | Estádio Governador Magalhães Pinto, Belo Horizonte Toeschouwers: 37.719 Scheidsrechter: Andrés Cunha (Uruguay) |
| 13 mei 2015 19:30 uur (UTC−3) | Leandro Damião 54'                                             | Verslag (Conmebol) Verslag (Soccerway) |                                                       | Estádio Governador Magalhães Pinto, Belo Horizonte Toeschouwers: 37.719 Scheidsrechter: Andrés Cunha (Uruguay) |
| 13 mei 2015 19:30 uur (UTC−3) | Strafschoppen                                                  |                                        |                                                       | Estádio Governador Magalhães Pinto, Belo Horizonte Toeschouwers: 37.719 Scheidsrechter: Andrés Cunha (Uruguay) |
| 13 mei 2015 19:30 uur (UTC−3) | Leandro Damião Marquinhos De Arrascaeta Henrique Manoel Xavier | 4 – 3                                  | Rogério Ceni Ganso Souza Luís Fabiano Centurión Lucão | Estádio Governador Magalhães Pinto, Belo Horizonte Toeschouwers: 37.719 Scheidsrechter: Andrés Cunha (Uruguay) |

|                               |                                            |                                        |                        | |
| 13 mei 2015 22:00 uur (UTC−3) | SC Internacional                           | 3 – 1                                  | Clube Atlético Mineiro | Estádio José Pinheiro Borda, Porto Alegre Toeschouwers: 34.000 Scheidsrechter: Julio Bascuñán (Chili) |
| 13 mei 2015 22:00 uur (UTC−3) | Valdívia 21' D'Alessandro 45' Lisandro 80' | Verslag (Conmebol) Verslag (Soccerway) | 58' Pratto             | Estádio José Pinheiro Borda, Porto Alegre Toeschouwers: 34.000 Scheidsrechter: Julio Bascuñán (Chili) |

|                               |                         |                                        |                 |                                                                                         |
| 13 mei 2015 22:00 uur (UTC−3) | SC Corinthians Paulista | 0 – 1                                  | Club Guaraní    | Arena Corinthians, São Paulo Toeschouwers: 40.239 Scheidsrechter: Enrique Osses (Chili) |
| 13 mei 2015 22:00 uur (UTC−3) |                         | Verslag (Conmebol) Verslag (Soccerway) | 90+1' Fernández | Arena Corinthians, São Paulo Toeschouwers: 40.239 Scheidsrechter: Enrique Osses (Chili) |

|                               |                     |                                        |                         | |
| 14 mei 2015 18:30 uur (UTC−3) | Racing Club         | 2 – 1                                  | Montevideo Wanderers FC | Estadio Presidente Juan Domingo Perón, Avellaneda Toeschouwers: 45.000 Scheidsrechter: Wilmar Roldán (Colombia) |
| 14 mei 2015 18:30 uur (UTC−3) | Camacho 19' Bou 39' | Verslag (Conmebol) Verslag (Soccerway) | 88' Olivera             | Estadio Presidente Juan Domingo Perón, Avellaneda Toeschouwers: 45.000 Scheidsrechter: Wilmar Roldán (Colombia) |

|                               |                                        |                |                |                                                                                     |
| 14 mei 2015 21:00 uur (UTC−3) | CA Boca Juniors                        | 0 – 0 Gestaakt | CA River Plate | Estadio Alberto J. Armando, Buenos Aires Scheidsrechter: Darío Herrera (Argentinië) |
| 14 mei 2015 21:00 uur (UTC−3) | Verslag (Conmebol) Verslag (Soccerway) |                |                | Estadio Alberto J. Armando, Buenos Aires Scheidsrechter: Darío Herrera (Argentinië) |

|                               |                        |                                        |           |                                                                                                 |
| 14 mei 2015 21:30 uur (UTC−5) | Club Atlético Nacional | 1 – 0                                  | CS Emelec | Estadio Atanasio Girardot, Medellín Toeschouwers: 35.000 Scheidsrechter: Víctor Carrillo (Peru) |
| 14 mei 2015 21:30 uur (UTC−5) | 60' Henríquez          | Verslag (Conmebol) Verslag (Soccerway) |           | Estadio Atanasio Girardot, Medellín Toeschouwers: 35.000 Scheidsrechter: Víctor Carrillo (Peru) |

### Kwartfinales
De wedstrijden werden gespeeld op 19-21 mei (heen) en op 26-28 mei (terug).
| Team 1                     | Tot.  | Team 2               | 1e wedstr. | 2e wedstr. |
| -------------------------- | ----- | -------------------- | ---------- | ---------- |
| (16) CA River Plate        | 3 - 1 | Cruzeiro EC (8)      | 0 - 1      | 3 - 0      |
| (10) CS Emelec             | 1 - 2 | Club Tigres UANL (2) | 1 - 0      | 0 - 2      |
| (6) Independiente Santa Fe | 1 - 2 | SC Internacional (3) | 1 - 0      | 0 - 2      |
| (13) Club Guaraní          | 1 - 0 | Racing Club (5)      | 1 - 0      | 0 - 0      |

|                               |             |                                        |                  |                                                                                           |
| 19 mei 2015 20:00 uur (UTC−3) | CS Emelec   | 1 – 0                                  | Club Tigres UANL | Estadio Jocay, Manta Toeschouwers: 18.000 Scheidsrechter: Fernando Rapallini (Argentinië) |
| 19 mei 2015 20:00 uur (UTC−3) | Bolaños 63' | Verslag (Conmebol) Verslag (Soccerway) |                  | Estadio Jocay, Manta Toeschouwers: 18.000 Scheidsrechter: Fernando Rapallini (Argentinië) |

|                               |                        |                                        |                  |                                                                                                 |
| 20 mei 2015 20:00 uur (UTC−5) | Independiente Santa Fe | 1 – 0                                  | SC Internacional | Estadio Nemesio Camacho, Bogotá Toeschouwers: 18.860 Scheidsrechter: Néstor Pitana (Argentinië) |
| 20 mei 2015 20:00 uur (UTC−5) | Mosquera 90+1'         | Verslag (Conmebol) Verslag (Soccerway) |                  | Estadio Nemesio Camacho, Bogotá Toeschouwers: 18.860 Scheidsrechter: Néstor Pitana (Argentinië) |

|                               |              |                                        |             | |
| 21 mei 2015 18:45 uur (UTC−4) | Club Guaraní | 1 – 0                                  | Racing Club | Estadio Defensores del Chaco, Asunción Toeschouwers: 18.000 Scheidsrechter: Sandro Ricci (Brazilië) |
| 21 mei 2015 18:45 uur (UTC−4) | Benítez 84'  | Verslag (Conmebol) Verslag (Soccerway) |             | Estadio Defensores del Chaco, Asunción Toeschouwers: 18.000 Scheidsrechter: Sandro Ricci (Brazilië) |

|                               |                |                                        |                | |
| 21 mei 2015 22:00 uur (UTC−3) | CA River Plate | 0 – 1                                  | Cruzeiro EC    | Estadio Monumental Antonio Vespucio Liberti, Buenos Aires Toeschouwers: 35.000 Scheidsrechter: Enrique Osses (Chili) |
| 21 mei 2015 22:00 uur (UTC−3) |                | Verslag (Conmebol) Verslag (Soccerway) | 81' Marquinhos | Estadio Monumental Antonio Vespucio Liberti, Buenos Aires Toeschouwers: 35.000 Scheidsrechter: Enrique Osses (Chili) |

|                               |                           |                                        |           |                                                                                            |
| 26 mei 2015 20:00 uur (UTC−5) | Club Tigres UANL          | 2 – 0                                  | CS Emelec | Estadio Universitario, San Nicolás de los Garza Scheidsrechter: Enrique Cáceres (Paraguay) |
| 26 mei 2015 20:00 uur (UTC−5) | Rafael Sóbis 5' Rivas 79' | Verslag (Conmebol) Verslag (Soccerway) |           | Estadio Universitario, San Nicolás de los Garza Scheidsrechter: Enrique Cáceres (Paraguay) |

|                               |                            |                                        |                        | |
| 27 mei 2015 19:30 uur (UTC−3) | SC Internacional           | 2 – 0                                  | Independiente Santa Fe | Estádio José Pinheiro Borda, Porto Alegre Toeschouwers: 44.665 Scheidsrechter: Víctor Carrillo (Peru) |
| 27 mei 2015 19:30 uur (UTC−3) | Juan 2' Perlaza 88' (e.d.) | Verslag (Conmebol) Verslag (Soccerway) |                        | Estádio José Pinheiro Borda, Porto Alegre Toeschouwers: 44.665 Scheidsrechter: Víctor Carrillo (Peru) |

|                           |             |                                        |                                 | |
| 27 mei 2015 22:00 (UTC−3) | Cruzeiro EC | 0 – 3                                  | CA River Plate                  | Estádio Governador Magalhães Pinto, Belo Horizonte Toeschouwers: 55.951 Scheidsrechter: Wilmar Roldán (Colombia) |
| 27 mei 2015 22:00 (UTC−3) |             | Verslag (Conmebol) Verslag (Soccerway) | 19' Sánchez 44' Maidana 51' Teo | Estádio Governador Magalhães Pinto, Belo Horizonte Toeschouwers: 55.951 Scheidsrechter: Wilmar Roldán (Colombia) |

|                               |                                        |       |              |                                                                                          |
| 28 mei 2015 21:00 uur (UTC−3) | Racing Club                            | 0 – 0 | Club Guaraní | Estadio Presidente Juan Domingo Perón, Avellaneda Scheidsrechter: Andrés Cunha (Uruguay) |
| 28 mei 2015 21:00 uur (UTC−3) | Verslag (Conmebol) Verslag (Soccerway) |       |              | Estadio Presidente Juan Domingo Perón, Avellaneda Scheidsrechter: Andrés Cunha (Uruguay) |

### Halve finales
De wedstrijden werden gespeeld op 14 en 15 juli (heen) en op 21 en 22 juli (terug).
| Team 1               | Tot.  | Team 2               | 1e wedstr. | 2e wedstr. |
| -------------------- | ----- | -------------------- | ---------- | ---------- |
| (16) CA River Plate  | 3 - 1 | Club Guaraní (13)    | 2 - 0      | 1 - 1      |
| (3) SC Internacional | 3 - 4 | Club Tigres UANL (2) | 2 - 1      | 1 - 3      |

|                                |                      |                                        |              | |
| 14 juli 2015 21:00 uur (UTC−3) | CA River Plate       | 2 – 0                                  | Club Guaraní | Estadio Monumental Antonio Vespucio Liberti, Buenos Aires Scheidsrechter: Daniel Fedorczuk (Uruguay) |
| 14 juli 2015 21:00 uur (UTC−3) | Mercado 60' Mora 73' | Verslag (Conmebol) Verslag (Soccerway) |              | Estadio Monumental Antonio Vespucio Liberti, Buenos Aires Scheidsrechter: Daniel Fedorczuk (Uruguay) |

|                                |                             |                                        |                  |                                                                                   |
| 15 juli 2015 22:00 uur (UTC−3) | SC Internacional            | 2 – 1                                  | Club Tigres UANL | Estádio José Pinheiro Borda, Porto Alegre Scheidsrechter: José Argote (Venezuela) |
| 15 juli 2015 22:00 uur (UTC−3) | D'Alessandro 4' Valdívia 9' | Verslag (Conmebol) Verslag (Soccerway) | 23' Ayala        | Estádio José Pinheiro Borda, Porto Alegre Scheidsrechter: José Argote (Venezuela) |

|                                |               |                                        |                |                                                                               |
| 21 juli 2015 20:00 uur (UTC−4) | Club Guaraní  | 1 – 1                                  | CA River Plate | Estadio Defensores del Chaco, Asunción Scheidsrechter: Julio Bascuñán (Chili) |
| 21 juli 2015 20:00 uur (UTC−4) | Fernández 61' | Verslag (Conmebol) Verslag (Soccerway) | 79' Alario     | Estadio Defensores del Chaco, Asunción Scheidsrechter: Julio Bascuñán (Chili) |

|                                |                                           |                                        |                  |                                                                                       |
| 22 juli 2015 20:00 uur (UTC−5) | Club Tigres UANL                          | 3 – 1                                  | SC Internacional | Estadio Universitario, San Nicolás de los Garza Scheidsrechter: Carlos Vera (Ecuador) |
| 22 juli 2015 20:00 uur (UTC−5) | Gignac 40' Geferson 40' (own) Arévalo 55' | Verslag (Conmebol) Verslag (Soccerway) | 88' Lisandro     | Estadio Universitario, San Nicolás de los Garza Scheidsrechter: Carlos Vera (Ecuador) |

### Finale
De wedstrijden werden gespeeld op 29 juli (heen) en op 5 augustus (terug). In de groepsfase speelden de finalisten ook al tegen elkaar, toen eindigden beide duels in een gelijkspel: 1-1 in Argentinië en 2-2 in Mexico.
Voor Tigres UANL was het de eerste keer dat ze in de finale stonden. Het was de derde keer dat een Mexicaanse ploeg de finale haalde, eerder bereikten Cruz Azul (2001) en Guadalajara (2010) de eindstrijd van de Copa Libertadores. River Plate stpnd voor de vijfde keer in de finale; in 1966 en 1976 verloren ze die, terwijl ze in 1986 en 1996 het toernooi wisten te winnen.
|                                |                                        |       |                |                                                                             |
| 29 juli 2015 20:00 uur (UTC−5) | Club Tigres UANL                       | 0 – 0 | CA River Plate | Estadio Universitario, San Nicolás Scheidsrechter: Antonio Arias (Paraguay) |
| 29 juli 2015 20:00 uur (UTC−5) | Verslag (Conmebol) Verslag (Soccerway) |       |                | Estadio Universitario, San Nicolás Scheidsrechter: Antonio Arias (Paraguay) |

|                                   |                                             |                                        |                  |                                                                          |
| 5 augustus 2015 22:00 uur (UTC−3) | CA River Plate                              | 3 – 0                                  | Club Tigres UANL | Estadio Monumental, Buenos Aires Scheidsrechter: Darío Ubríaco (Uruguay) |
| 5 augustus 2015 22:00 uur (UTC−3) | Alario 44' Sánchez 74' (pen) Funes Mori 78' | Verslag (Conmebol) Verslag (Soccerway) |                  | Estadio Monumental, Buenos Aires Scheidsrechter: Darío Ubríaco (Uruguay) |

 CA River Plate wint met 3-0 over twee wedstrijden.
| Winnaar Copa Libertadores 2015 |
| ------------------------------ |
| CA River Plate 3e titel        |

## Trivia
- Het is voor het eerst sinds 2007 dat de verliezend finalist niet wist te scoren in de finale.
- Het is voor het eerst sinds 2004 dat de Superclásico tussen Boca Juniors en River Plate werd gespeeld in de Copa Libertadores.

## Statistieken

### Scheidsrechters
| Naam               | Geboren    | Land   | Duels | Kreeg geel | Kreeg voor de tweede keer geel en dus rood | Weggestuurd |
| ------------------ | ---------- | ------ | ----- | ---------- | ------------------------------------------ | ----------- |
| Julio Bascuñán     | 11.06.1978 | CHI    | 7     | 22         | 0                                          | 0           |
| Víctor Carrillo    | 30.10.1975 | PER    | 7     | 37         | 3                                          | 1           |
| Daniel Fedorczuk   | 02.05.1976 | URU    | 7     | 24         | 0                                          | 0           |
| Andrés Cunha       | 08.09.1976 | URU    | 6     | 19         | 0                                          | 2           |
| Enrique Osses      | 26.05.1974 | CHI    | 6     | 30         | 1                                          | 3           |
| Carlos Vera        | 25.06.1976 | ECU    | 6     | 19         | 0                                          | 0           |
| José Argote        | 17.10.1980 | VEN    | 5     | 21         | 1                                          | 0           |
| José Buitrago      | 05.11.1970 | COL    | 5     | 26         | 0                                          | 0           |
| Enrique Cáceres    | 20.03.1974 | PAR    | 5     | 23         | 0                                          | 0           |
| Sandro Ricci       | 28.09.1970 | BRA    | 5     | 35         | 1                                          | 4           |
| Wilmar Roldán      | 24.01.1980 | COL    | 5     | 26         | 0                                          | 1           |
| Antonio Arias      | 07.09.1972 | PAR    | 4     | 28         | 0                                          | 1           |
| Péricles Cortez    | 03.07.1975 | BRA    | 4     | 24         | 0                                          | 0           |
| Heber Lopes        | 13.07.1972 | BRA    | 4     | 16         | 0                                          | 0           |
| Ricardo Marques    | 18.06.1979 | BRA    | 4     | 17         | 0                                          | 0           |
| Néstor Pitana      | 17.06.1975 | ARG    | 4     | 13         | 0                                          | 0           |
| Darío Ubriaco      | 08.02.1972 | URU    | 4     | 18         | 0                                          | 0           |
| Adrián Vélez       | 00.00.1976 | COL    | 4     | 17         | 0                                          | 1           |
| Diego Haro         | 18.12.1982 | PER    | 3     | 12         | 1                                          | 2           |
| Patricio Loustau   | 15.04.1975 | ARG    | 3     | 13         | 1                                          | 2           |
| Raúl Orosco        | 25.03.1979 | BOL    | 3     | 12         | 4                                          | 3           |
| Mauro Vigliano     | 05.08.1975 | ARG    | 3     | 14         | 0                                          | 1           |
| Roddy Zambrano     | 03.02.1978 | ECU    | 3     | 7          | 0                                          | 0           |
| Carlos Amarilla    | 26.10.1970 | PAR    | 2     | 8          | 0                                          | 0           |
| Germán Delfino     | 04.05.1978 | ARG    | 2     | 10         | 1                                          | 1           |
| Roberto García     | 24.10.1974 | MEX    | 2     | 5          | 0                                          | 0           |
| Óscar Maldonado    | 13.04.1972 | BOL    | 2     | 5          | 0                                          | 0           |
| Jorge Osorio       | 26.06.1977 | CHI    | 2     | 14         | 0                                          | 0           |
| Omar Ponce         | 25.01.1977 | ECU    | 2     | 3          | 0                                          | 1           |
| Julio Quintana     | 00.00.1978 | PAR    | 2     | 10         | 1                                          | 0           |
| Silvio Trucco      | 18.04.1978 | ARG    | 2     | 8          | 2                                          | 0           |
| Leandro Vuaden     | 29.06.1975 | BRA    | 2     | 12         | 0                                          | 0           |
| Fernando Falce     | 19.02.1976 | URU    | 1     | 1          | 0                                          | 0           |
| Eduardo Gamboa     | 30.04.1956 | CHI    | 1     | 2          | 0                                          | 0           |
| Fernando Guerrero  | 14.09.1981 | MEX    | 1     | 1          | 0                                          | 1           |
| Darío Herrera      | 24.02.1985 | ARG    | 1     | 5          | 0                                          | 0           |
| Wilson Lamouroux   | 17.05.1979 | COL    | 1     | 5          | 1                                          | 0           |
| Imer Machado       | 26.03.1973 | COL    | 1     | 2          | 0                                          | 0           |
| Ulises Mereles     | 00.00.1984 | PAR    | 1     | 5          | 0                                          | 0           |
| Luiz Oliveira      | 13.06.1977 | BRA    | 1     | 1          | 1                                          | 0           |
| Carlos Orbe        | 11.02.1982 | ECU    | 1     | 5          | 0                                          | 0           |
| Patricio Polic     | 00.00.1972 | CHI    | 1     | 4          | 0                                          | 0           |
| Federico Rapallini | 28.04.1978 | ARG    | 1     | 2          | 0                                          | 0           |
| Wilton Sampaio     | 25.12.1981 | BRA    | 1     | 5          | 0                                          | 0           |
| Jesús Valenzuela   | 24.11.1983 | VEN    | 1     | 5          | 0                                          | 0           |
| Totaal             | Totaal     | Totaal | 138   | 591        | 18                                         | 24          |